# 해리성 정체성 장애
해리성 정체성 장애(解離性正體性障碍, 의학: Dissociative Identity Disorder)란 흔히 이중인격 또는 다중인격이라고 불리는 정신질환으로써 어떤 정신적 충격이 계기가 되어 불안정한 개인의 기억 등의 일부가 해리돼 마치 다른 사람처럼 행동하는 증세다. 해리성 장애의 일종으로 분류된다. 극도로 희귀한 정신질환으로, 존재의 실질성에 관한 논란도 존재한다.

## 사례
35세의 사회봉사요원인 M씨는 오른팔의 만성적 통증을 치료받기 위해 의사를 찾게 되었다. 심리검사를 하는 동안, 그녀는 차의 연료가 가득찬 상태로 퇴근을 했는데 다음날 아침에는 연료가 반쯤 비어있는 경험을 여러 번 했으며, 그녀가 알지 못하는 사이에 25～50km를 주행한 것으로 자동차의 미터기에 나타난 적이 있다고 보고했다. 통증치료를 위해 몇 달간 최면치료를 실시하는 과정에서 잊어버린 기간에 대한 질문을 받자, 평소의 M씨와는 전혀 다른 목소리가 “이제는 나를 알아차릴 때가 됐는데”라고 대답했다. K라는 이름의 다른 인격이 밤마다 자신이 드라이브를 하며 기분전환을 했다고 진술하였다. M씨는 타인에 대한 배려심이 많았지만 K는 적대적이었다. 치료 도중에 6개의 서로 다른 인격이 등장하였으며 서로 간에 상당한 긴장과 반목이 있었다. 의식위로 나타나기 위해 자주 경쟁하곤 했다. 치료도중 한 인격은 자살하겠다고 위협을 했으며, 이에 대해 치료자가 다른 인격과 상의하려고 하자 이에 반대하기도 했다. 4년간의 심리치료 과정 속에서, M씨는 여러 인격들을 통합시켜 나갔다. 비슷한 성격들은 점차 통합되었지만, 여전히 부분적으로 해리상태가 나타났다.

## 정의
정체성 결여 문제로 자신이 누구인지 혼란스러워하고 때로는 자신이 복수의 인격으로 행동하는 장애이다.
통계상 환자의 90%가 여성인 것으로 알려진 이 질병은 현재 정신질환 일종으로 분류된다. 1980년 다중인격이라는 명칭으로 학계에 정식으로 보고됐으나 그 예를 대상으로 한 보고 자체는 장시간 계속됐다. 현재는 자기 방어 체계 일종으로 보통 알려졌고 의학계에서도 관심하는 소재 중 하나인 덕분에 영화나 소설 등 창작물의 소재로 많이 이용되기도 한다.
의학다운 근거를 이용해 따져보면, 이 해리성 정체감 장애는 실제로 인격이 여러 개 있어 그 인격이 바뀌는 것이 아니라 해리된 정신 상태 일부가 육체를 장악하는 증상이다. 그것에 따라 다중인격이라는 명칭을 1994년 해리성 정체감 장애로 변경했다. 고대를 위시해 과거에는 이것이 귀신에 의한 작용이라고 잘못 판단해 빙의라고 표현했다.
발병 원인은 미상이나 환자들은 대부분 어린 시절에 심한 트라우마적 상황을 겪은 것으로 조사되어, 정신적 충격로 인한 정신병적 방어기제가 직접적 원인인 것으로 여겨진다.

## 자기방어적 특성
이 해리성 정체감 장애는 자신의 욕구를 대체 해소하고 자신의 자의식을 보호해서 자기방어스럽다. 보통, 자신의 욕구 중 현실에서 규제되고 자제되는 욕구가 표면화하고 각 인격 간에 성격과 기호 등은 반대에 가까울 정도로 차이가 있다.
치료법으로는 각 인격의 존재를 인정하고 그것이 통일되게끔 노력하자는 일파가 있는 일변, 해리성 정체감 장애란 증세 자체의 타당성을 의심하고 전환 장애 치료에 준해 주인격 외의 여타 인격에서는 반응하지 않게끔 하자는 일파가 있다.

## 분류와 증상
해리성 정체감 장애를 대표할 정도로 전형이 될 만하거나 특징이 있는 증상은 기억상실(amnesia)이나 둔주(fugue) 이인증(depersonalization), 현실에서의 이탈(derealization), 정체성 혼란[identity confusion], 정체성 변화[identity alteration], 연령 퇴행[age regression], 자동 최면 경험[autohypnotic experience], 환청[hearing voice] 등이다.
이 해리성 정체감 장애가 실재하는지 아직 논란 대상이라는 점은 반드시 유념해야 하고 이 해리성 정체감 장애에서 나타난다고 주장되는 배우지 않은 언어를 사용한다거나 알레르기 반응이 상이한 인격에서 있다가 사라진다거나 하는 일화다운 사례는 검증되지 않은 보고일 뿐이라는 사실도 명심해야 한다. 또한 자신이 다른 인격을 가지고 있다는걸 알아차리고 범죄에 이용한 사례도 있었다.